# Südbahn
A Südbahn egy normál nyomtávolságú, kétvágányú, 259,7 km hosszú villamosított vasútvonal Ausztriában Bécs és Graz között. Része a világhírű Semmeringbahn.